# With Ribbon
『With Ribbon』（うぃず りぼん）は、2011年2月25日に日本のアダルトゲームブランド・Hulotteより発売された恋愛アドベンチャーゲームである。

## 概要
「未来から来た自分の娘」に主人公が振り回されつつ、周囲のヒロイン達を次第に「未来の妻」として意識していくSFラブコメディ。
当初は2011年1月28日発売予定だったが、2月25日へ延期された。
Hulotteのブランドデビュー作。シナリオ担当の今臣なるとによれば、Hulotteは原画の池上茜ありきのブランドで、ブランド名（ふくろうの意）も池上が付けたもの。一方、本作品はもともとブランドデビュー用ではなく、今臣が以前から暖めていた企画で、それまで「妹」「姉」「ツンデレ」などの数々の記号が作られたが「娘」はほとんど無かったことから発想した。娘や母親候補のヒロイン達の設定や大まかなプロットは、ブランド立ち上げ前にできていたという。
2011年11月より公式サイトで順次公開された「追加シナリオ1〜4」を追加インストールすると、サブキャラクターのショートストーリーがメニューに追加される（キャラクターの音声は入っていない）。

## ストーリー
日向翔太郎は家事が得意なだけの普通の学生だったが、ある日自分を「パパ」と呼ぶ少女・はるかに突然出会う。「未来からパパの恋を応援しに来た」と言うはるかは、どうやら未来の自分の娘であるらしく、翔太郎の周囲の女の子達を「ママ」と呼び始める。突然家に居候することになった華澄・澄香姉妹や幼なじみの陽奈などを含めて、一体誰が翔太郎の「未来の妻」になるのか…？

## 登場人物

### 主人公
日向 翔太郎 （ひなた しょうたろう）
本作の主人公。刻泉（ときみず）学園2年B組。父親は長期海外勤務で、自宅で母親の久遠と2人暮らし。久遠が面倒臭がりなため、彼女や家に押しかけてくる陽奈の世話を焼いている内に、家事が得意になってしまった。基本的に真面目で世話好きで、周囲のヒロイン達のことも何かと助けてあげることが多い。
突然自分を「パパ」と呼ぶはるかに出会い、彼女の話は話半分にしか信じていないが、自宅に居候し始めた陽奈や華澄・澄香姉妹と一緒にいろいろ世話を焼いている。間近に迫った学園祭では、クラスで行うメイド喫茶の料理担当。

### ヒロイン
穂坂 陽奈 （ほさか ひな）
声 - 波奈束風景
学園2年B組。翔太郎の幼なじみで同級生。天真爛漫で明るく、「翔ちゃん大好き！」とベタベタに甘えてくる。両親が忙しくて留守が多いので、日向家に始終押しかけて翔太郎に御飯や弁当を作ってもらっている。翔太郎の事なら何でも記憶しているが、それ以外の勉強はからきしダメ。華澄・澄香姉妹が日向家に居候することになったため、自分も押しかけて泊まっている。
手塚 ゆみみ （てづか ゆみみ）
声 - 木阿武莉砂
学園1年C組。頑張り屋だが不器用で空回りすることが多く、自分に自信が持てないでいる。水泳部に所属するものの泳ぎは遅く、必死にトレーニングしているがオーバーワークで倒れてしまうこともあり、翔太郎によく助けられている。澄香とはクラスメイトだが、なぜかきつく当たられている。
高見沢 沙蘭 （たかみざわ さらん）
声 - 笹野葉月
学園3年。高見澤グループの令嬢で、古武術を嗜む男前な学生会長。正義感が強く、学生会長の仕事に真面目に取り組んでおり、今は間近に迫った学園祭に向けて、副会長の華澄と共に忙しく働いている。実はかわいい物が好きなのだが、自分には似合わないとひた隠しにしている。
槇喜屋 澄香 （まきや すみか）
声 - 飛沢蘭子
学園1年C組。1年生にして陸上部のエース。日本有数の企業体・槇喜屋グループの会長の令嬢。翔太郎とは親同士が友達の仲で、小さい頃は「お兄ちゃん」と呼んで慕っていたが、今は無愛想で厳しく、鍛えた脚力でよく蹴飛ばしている。両親が仕事で長期留守になるため、姉の華澄と共に日向家に預けられることになった。姉のことが大好きで尊敬している。陽奈のお気に入りで、始終抱きつかれたり頭を撫でられたりしてふにゃふにゃになっている。
槇喜屋 華澄 （まきや かすみ）
声 - 澤田なつ
学園3年で澄香の姉。お嬢様っぽくいつもほんわかして優しく、時々天然。学生会では副会長を務めていて、会長の沙蘭とは幼なじみで同級生。昔から知っている翔太郎を気に入っており、澄香と共に日向家に居候することになって、思わせぶりな言動に拍車がかかっている。大の甘党で辛い物が苦手。

### サブキャラクター
日向 はるか （ひなた はるか）
声 - 遥そら
学園2年B組。「未来からパパの恋を応援しに」翔太郎の元へやってきた。父親の翔太郎のことは憶えているが、母親のことは記憶が定かで無く、何人ものヒロイン達を「ママ」と呼んでいる。行き場所が無いため、日向家で「親戚の子」として預かることになり、久遠の手回しで学園へ編入した。元気で明るく、学園でもすぐにみんなに馴染んだ。これまで学校へ通ったことが無かったが学力は高く、学園の授業内容も理解できている。
日向 久遠 （ひなた くおん）
声 - 小池こころ
翔太郎の母親だが、見た目も行動もまるで子どもで、よく翔太郎や陽奈の妹に間違われる。料理の腕はプロ並みだが壊滅的に朝に弱く、面倒臭がりでなかなか家事をやってくれない。自宅の自室で仕事をしているが、何の仕事かは翔太郎にも秘密にしている。
皆村 愛理 （みなむら あいり）
声 - 上杉由貴
学園2年B組。翔太郎のクラスの委員長。イギリス育ちの帰国子女だが日本語はペラペラ。世話焼きで陽奈やはるかのこともいつも気にかけている。
朝霞 美奈子 （あさか みなこ）
声 - 上原あみ
翔太郎のクラスの担任教師。年齢が近いのと気さくな性格で、生徒に人気がある。久遠の後輩で、翔太郎とは学園入学前から知り合い。教科は国語担当。産休に入った先生の代理で、水泳部の顧問もしている。
榎戸 正勝 （えのきど まさかつ）
声 - 大石恵三
学園2年B組。翔太郎の悪友で女好き。久遠からはるかまで守備範囲らしい。学園祭のクラス催事としてメイド喫茶を提案し、下心全開で準備している。

## スタッフ
- 原画 - 池上茜
- シナリオ - 今臣なると、他
- BGM - Peak A Soul+

## 主題歌
オープニングテーマ「Dear」
作詞：Duca / 作曲・編曲：ANZE HIJIRI / 歌：Duca
エンディングテーマ「たからもの」
作詞：Duca / 作曲・編曲：ANZE HIJIRI / 歌：Duca
※予約特典のオリジナルサウンドトラックに両曲のショートバージョンが収録。別売のマキシシングル『Dear』に、両曲のフルバージョンとインストゥルメンタルが収録されている。

### キャラクターソング
日向はるか「Door 〜扉の向こう〜」
作詞：Duca / 作曲・編曲：東タカゴー / 歌：日向はるか（遥そら）
※初回限定版特典CDに収録
穂坂陽奈「Honey」
作詞：Duca / 作曲・編曲：東タカゴー / 歌：穂坂陽奈（波奈束風景）
※初回限定版特典CDに収録
手塚ゆみみ「ひたむき Girl」
作詞：Duca / 作曲・編曲：増谷賢 / 歌：手塚ゆみみ（木阿武莉砂）
※メディオ！購入特典CDに収録
高見澤沙蘭「Myself」
作詞：Duca / 作曲・編曲：戸田章世 / 歌：高見澤沙蘭（笹野葉月）
※ソフマップ購入特典CDに収録
槇喜屋澄香「Do my best!」
作詞：Duca / 作曲・編曲：増谷賢 / 歌：槇喜屋澄香（飛沢蘭子）
※げっちゅ屋購入特典CDに収録
槇喜屋華澄「ヒトリゴト」
作詞：Duca / 作曲・編曲：戸田章世 / 歌：槇喜屋華澄（澤田なつ）
※メッセサンオー購入特典CDに収録

## 関連商品

### 書籍
With Ribbon Visual Fanbook
発売：Hulotte
Hulotte通販サイトおよびメロンブックスにて販売された。ゲーム内や各種媒体で使用されたイラスト、各ヒロインのプロフィール、ルート紹介、ラフ・線画などを収録。

### CD
マキシシングル『Dear』
2010年10月29日発売。発売：Hulotte
主題歌2曲のフルバージョンとインストゥルメンタルを収録。